# Miconia prancei
Miconia prancei är en tvåhjärtbladig växtart som beskrevs av John Julius Wurdack. Miconia prancei ingår i släktet Miconia och familjen Melastomataceae. Inga underarter finns listade i Catalogue of Life.